# Anisodes porphyropis
Anisodes porphyropis là một loài bướm đêm trong họ Geometridae.